# Línea de Vale do Lima
La Línea de Vale do Lima habría sido una vía férrea, en vía estrecha (1000 mm) electrificada, que uniría Viana do Castelo a Ponte de Lima y a la Línea de Braga a Monção, en una extensión de cerca de 21 km.

## Historia
El 28 de marzo de 1930, fue aprobada, por el Decreto de ley n.º 1890 (Plan General de la Red Ferroviaria del Continente), la construcción, en vía reducida, de la Línea de Vale do Lima.
Las obras de construcción fueron iniciadas, fue allanado el recorrido y se procedió al asentamiento de material ferroviario, pasos y carriles, siendo la vía prácticamente asentada.

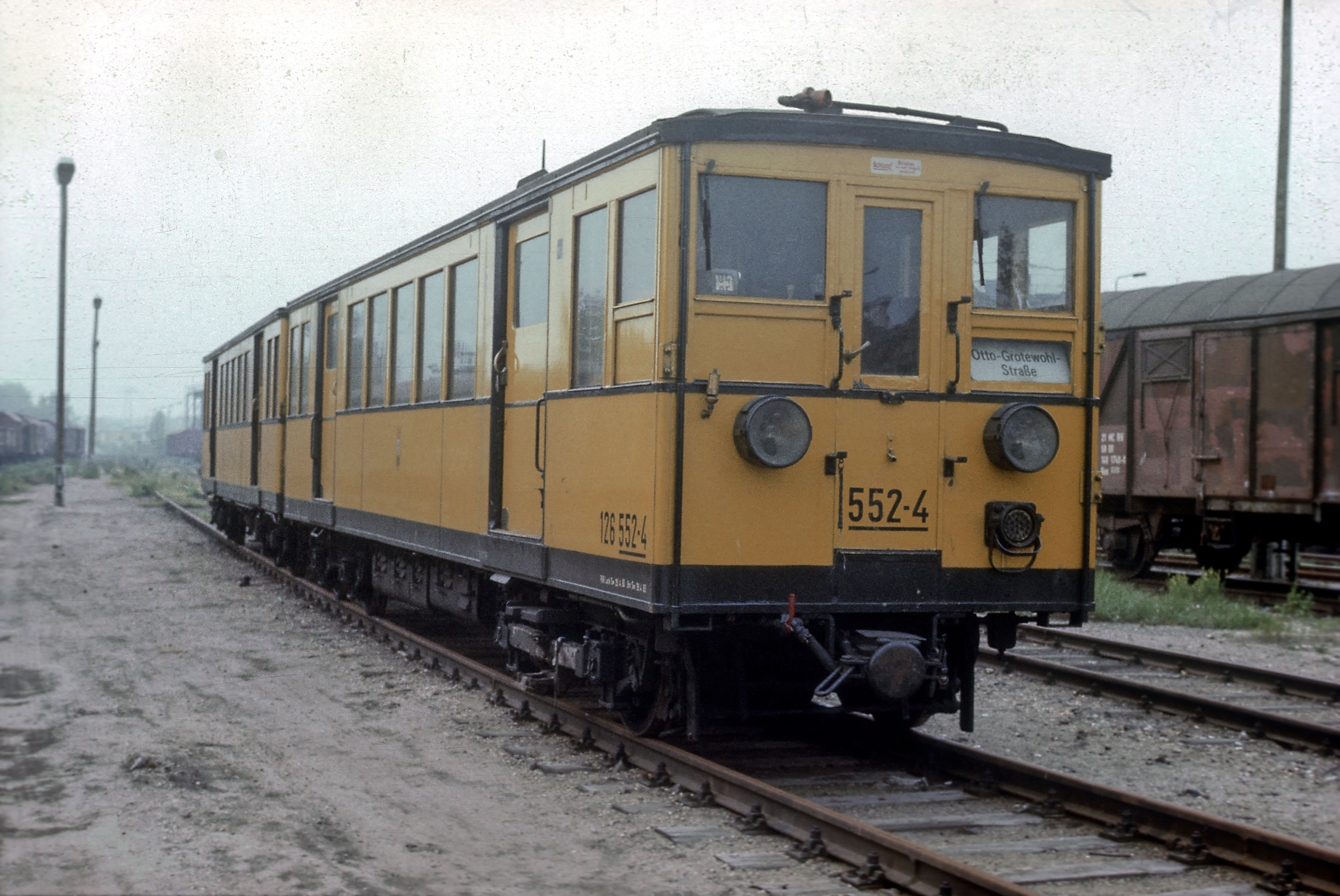
Automotor eléctrica Wumag, de 1926, utilizada en Berlín.

La falta de financiación y la competencia de las carreteras, entre otras, llevó a la parada del proyecto, ordenado por despacho ministerial del 31 de diciembre de 1936. El material ferroviario instalado fue vendido a una empresa española. El material circulante (automotores eléctricos) y el equipamiento fijo de la red aérea de alimentación, todo de la casa alemana Wumag, fue adquirido y aportado, pero nunca utilizado.
Habría sido la segunda vía férrea pesada electrificada en Portugal (después la Línea de Cascais en 1926), y la primera en ser construida completamente. (Existían ya sistemas electroferroviarios ligeros en Portugal: Porto, Lisboa, Braga, y Sintra — este último inaugurado como tal, los otros por adaptación de vías de ferrocarril de tracción animal.) El 22 de julio de 1962, por el Decreto de ley nº4780, la línea es desclasificada del Plan General de la Red Ferroviaria Continental, liberándola, como dice el decreto, de condicionamientos ferroviarios todas las zonas incluidas en su trazado.

## Itinerario
Saliendo de Viana do Castelo, el recorrido seguía, por el margen derecho del río Lima hasta las parroquias de Arcozelo, en Além da Ponte, lugar situado en frente de la villa de Ponte de Lima.

## Actualidad
A pesar de haber casi desaparecido totalmente lo que fue la línea, quedan algunos vestigios de la Línea de Vale do Lima. El lecho de la línea es, también hoy, visible a lo largo de la ruta nacional que une Viana do Castelo a Ponte de Lima. Las calles de S. Vicente, de Igreja. y de la Línea de Vale do Lima, en Viana do Castelo, fueron construidas aprovechando el lecho de la línea.